# Farmington (Virginie-Occidentale)
Pour les articles homonymes, voir Farmington.
La ville de Farmington est située dans le comté de Marion, dans l’État de Virginie-Occidentale, aux États-Unis. Sa population s’élevait à 375 habitants lors du recensement de 2010, estimée à 374 habitants en 2016.

## Histoire
La ville est successivement nommée Willeytown, en l’honneur de son fondateur, William Willey, puis Underwood, pour Frederick D. Underwood, président de l’Erie Railroad. Elle adopte finalement le nom actuel en raison des nombreux fermiers (farmer en anglais) qui y habitaient.
Le sénateur démocrate Joe Manchin en est originaire.